# Therioaphis azerbaidjanica
Therioaphis azerbaidjanica är en insektsart. Therioaphis azerbaidjanica ingår i släktet Therioaphis och familjen långrörsbladlöss. Inga underarter finns listade i Catalogue of Life.